# Rebecca Holden
Rebecca Holden, née le 12 juin 1958 à Dallas au Texas, est une actrice et chanteuse américaine.
Elle a notamment interprété le rôle d'April Curtis dans la série télévisée K 2000 et joué dans la série Magnum.

## Biographie
Alors qu'elle étudie le chant et le piano, elle est découverte à New York par une agence et commence à apparaître sur des couvertures de magazine et fait du commerce avec des entreprises telles que Breck Shampoo, Ivory Soap, Dentyne, Kelloggs, Chevrolet, Gillette, Playtex, Arrid, et Seven Up.

## Filmographie

### Cinéma
| Année | Film                               | Rôle                   | Notes                            |
| ----- | ---------------------------------- | ---------------------- | -------------------------------- |
| 1982  | Dirty Hero                         | Christene Adams        | titre alternatif : Yogoreta eiyû |
| 1988  | The Sisterhood                     | Alee, la femme en cage |                                  |
| 1989  | Loverboy                           | la femme aux anchois   |                                  |
| 1991  | Twenty Dollar Star                 | Lisa                   |                                  |
| 1992  | The Hollywood Beach Murders        | Jamie                  |                                  |
| 1999  | Foolish                            | Rebecca, la serveuse   |                                  |
| 1999  | Lycanthrope                        | Sheila Stein           | titre alternatif : Bloody Moon   |
| 2001  | Knight Chills                      | la journaliste         | sortie en direct-to-video        |
| 2001  | Outlaw Prophet                     | Molly                  |                                  |
| 2005  | From Venus                         | The Avatrix            |                                  |
| 2009  | The Book of Ruth: Journey of Faith | Beth                   | sortie en direct-to-video        |

### Télévision
| Année     | Titre                            | Rôle                           | Notes             |
| --------- | -------------------------------- | ------------------------------ | ----------------- |
| 1980      | B.A.D. Cats                      |                                | 1 épisode         |
| 1980      | Three's Company                  | Bunny/Twinkie                  | 1 épisode         |
| 1982      | House Calls                      | Jan Howard                     | 1 épisode         |
| 1982      | Happy Days                       | Lola                           | 1 épisode         |
| 1982      | La croisière s'amuse             | Mona                           | 1 épisode         |
| 1982      | Magnum                           | Laura Frasier                  | 1 épisode         |
| 1982      | Enos                             |                                | 1 épisode         |
| 1982      | Barney Miller                    | Wendy McWilliams               | 1 épisode         |
| 1982      | Taxi                             | Christina Longworth            | 1 épisode         |
| 1982      | Private Benjamin                 |                                | 1 épisode         |
| 1982      | Jackie et Sara                   | Susan Andrews                  | 1 épisode         |
| 1982      | Quincy                           | Kirsten MacKenzie              | 1 épisode         |
| 1982      | Police Squad                     | Stella                         | 1 épisode         |
| 1982      | Hooker                           | Lynn Hartman                   | 1 épisode         |
| 1983      | Johnny Blue                      | Kathy Weatherby                | téléfilm          |
| 1983      | Matt Houston                     | Dr Carol Masters Sharon Dardis | 2 épisodes        |
| 1983–1984 | K 2000                           | April Curtis                   | 21 épisodes       |
| 1984      | The Master                       |                                | 1 épisode         |
| 1984      | The New Mike Hammer              | Barbara Rainey                 | 1 épisode         |
| 1986      | Night Court                      | Mary Korchak                   | 1 épisode         |
| 1986      | Les Enquêtes de Remington Steele | Windsor Thomas                 | 1 épisode         |
| 1987      | Hôpital central                  | Elena Cosgrove                 | épisodes inconnus |
| 1988      | CBS Summer Playhouse             | Vanessa                        | 1 épisode         |

## Discographie
| Année | Single                         | Meilleur classement |
| Année | Single                         | US Country          |
| ----- | ------------------------------ | ------------------- |
| 1989  | The Truth Doesn't Always Rhyme | 82                  |
| 1989  | License to Steal               | 78                  |